# Louis Moreau (escrime)
Pour les articles homonymes, voir Louis Moreau et Moreau.
Louis Moreau, né le 16 octobre 1889 à Belligné et mort le 17 juin 1981 à Neuilly-l'Évêque, est un escrimeur français maniant l'épée.

## Carrière
Louis Moreau participe aux épreuves individuelle et collective d'épée lors des Jeux olympiques d'été de 1920 à Anvers. Il décroche une médaille de bronze lors de l'épreuve par équipes.